# 6군 (호찌민시)
6군(Quận 6 /6郡)은 호치민시의 군 중 하나이다. 2010년을 기준으로 6군에는 253,474명의 인구가 있고, 전체 면적은 7 km2이다. 14개의 프엉으로 구성되어 있다. 6군에는 베트남에서 가장 큰 중국계 호아족의 상업 중심지(차이나타운) 중 하나인 촐롱이 있다.

## 지리
6군은 북쪽으로 11군, 떤푸군과 경계를 접하며, 동쪽으로 5군, 남쪽으로 8군, 서쪽으로는 빈떤군과 경계를 접한다.

## 행정 구역
6군에는 모두 14개의 프엉(Phường 坊)이 있다.
- 프엉 1
- 프엉 2
- 프엉 3
- 프엉 4
- 프엉 5
- 프엉 6
- 프엉 7
- 프엉 8
- 프엉 9
- 프엉 10
- 프엉 11
- 프엉 12
- 프엉 13
- 프엉 14